# Дорнохский собор
Дорнохский собор (Собор Святых Марии и Гилберта; англ. Dornoch Cathedral) — церковь Шотландской пресвитерианской церкви в маленьком городке Дорнох в округе Сатерленд в Северо-Шотландском нагорье. Из-за пресвитерианской системы церковного управления является, несмотря на название, приходской церковью. Памятник архитектуры категории А.

## История
Собор построен в XIII веке во времена правления короля Александра II (1214—1249) и епископата Гилберта Моравского (ум. 1245), позже канонизированного. Это был кафедральный собор епархии Кейтнесса (перенесена в Дорнох из Халкирка). К кладбищу собора примыкает замок Дорнох — до некоторой степени реконструированный средневековый дворец епископов Кейтнесса. В XVII веке Дорнох перестал быть резиденцией епископов Кейтнесса из-за упразднения епископальной системы церковного управления в Церкви Шотландии.
В 1570 году собор был сожжен кланом Маккей из Стратнавера во время местной междоусобицы. Полный «ремонт», по общему мнению оказавшийся одной из самых радикальных и чрезмерных реставраций среди значимых шотландских средневековых построек, был проведён в 1835—1837 годах архитектором Уильямом Бёрном. Работы в 15 тысяч фунтов стерлингов (эквивалентно 1 370 000 фунтам стерлингов в 2019 году) были профинансированы графиней Сазерленд. Среди прочего, «улучшения» состояли из сноса повреждённого, но всё ещё достаточно прочного средневекового нефа и возведения на его месте нового узкого нефа без колонн.
30 сентября 1866 года герцог и герцогиня Сазерленд приветствовали принца и принцессу Уэльских и герцога Эдинбургского, которые посетили утреннюю службу в церкви.
В 1893 году Эндрю Карнеги подарил церкви орган; это был первый орган в округе Сатерленд.
Интерьер был изменён в 1924—1926 годах преподобным Чарльзом Дональдом Бентинком: он удалил викторианскую штукатурку, открыв каменную кладку; место средневекового главного алтаря было поднято и преобразовано в место захоронения рода Сазерленд, которые установили большие мраморные памятники, не сочетающиеся с оригинальным зданием.
22 декабря 2000 года Дорнохском соборе был крещён сын Мадонны и Гая Ричи Рокко; в тот же день состоялось венчание четы в близлежащем замке Скибо.
25 сентября 2010 года в соборе прошла церемония бракосочетания британской актрисы Талулы Райли и американского миллиардера Элона Маска.